# پائولا ۱۳۱۴
سیارک ۱۳۱۴ (به انگلیسی: 1314 Paula، نامگذاری:1933SC) هزار و سیصد و چهاردهمین سیارک کشف شده‌است که در ۱۶ سپتامبر ۱۹۳۳ کشف شد.
قدر مطلق سیارک برابر ۱۲٫۶۸ است.